# 白いスピッツ
「白いスピッツ」（しろいスピッツ）は、NHKの音楽番組『みんなのうた』で、1998年2月～3月に放送された楽曲。作詞・作曲・編曲：田中久義、倉科健夫、歌：Beagle Hat。